# Hermann Osthoff (Linguist)

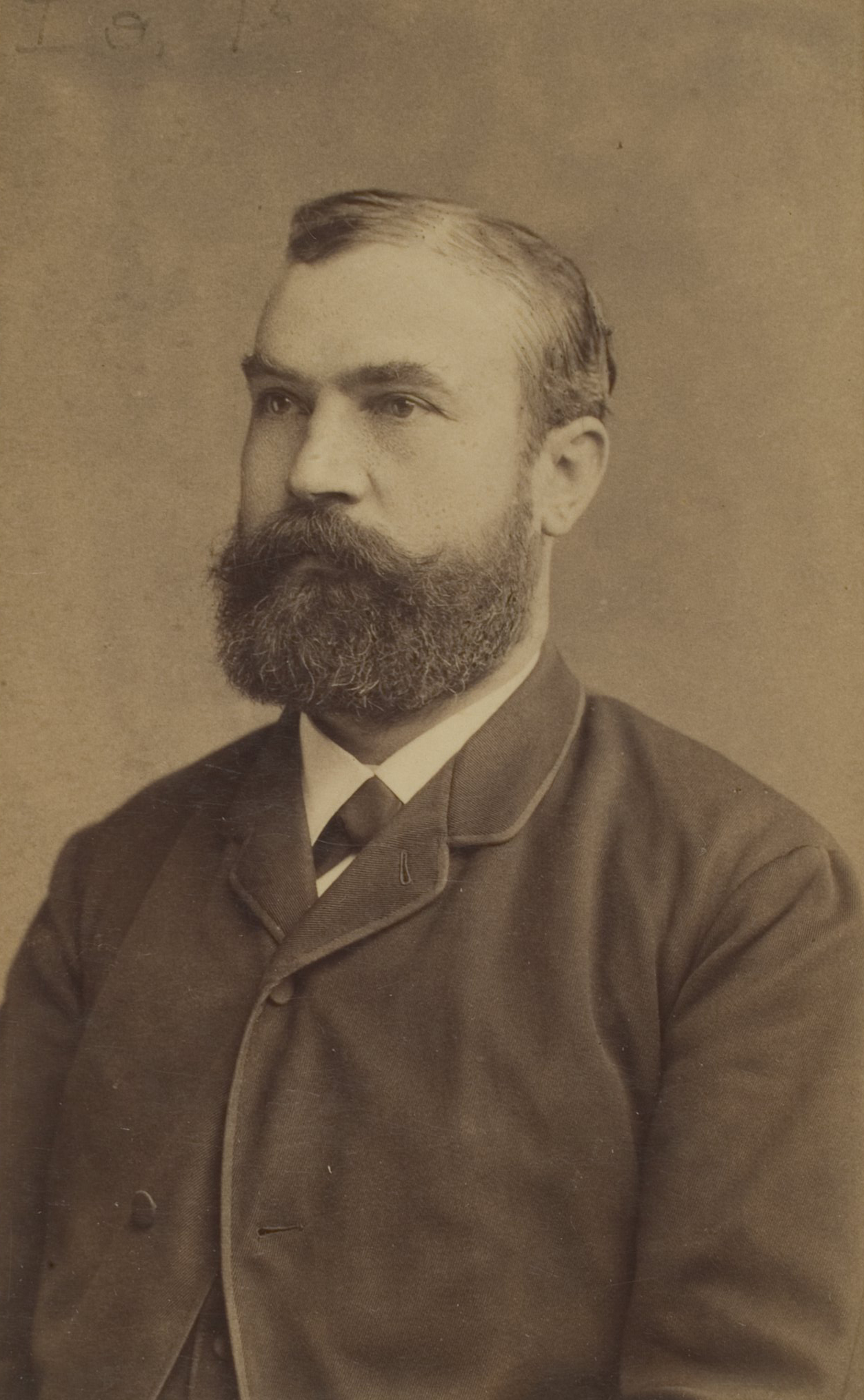
Hermann Osthoff

Hermann Osthoff (* 18. April 1847 in Billmerich bei Unna; † 7. Mai 1909 in Heidelberg) war ein deutscher Sprachwissenschaftler.

## Leben
Hermann Osthoff war ein Sohn des Gutsbesitzers Franz Osthoff und wurde auf dem elterlichen Hof in Billmerich geboren. Er besuchte zunächst die Elementarschule in seinem Heimatdorf. Pfarrer Karl Philipps in Dellwig bereitete ihn in privaten Unterrichtsstunden auf den Besuch an höheren Schulen vor. Osthoff besuchte zunächst die Rektoratsschule in Unna, danach das Evangelisch Stiftische Gymnasium Gütersloh, wo er 1865 auch die Reifeprüfung ablegte. Er studierte Klassische Philologie, Germanistik, Sanskrit und Vergleichende Sprachwissenschaft in Berlin, Tübingen und Bonn. 1869 erfolgte die Promotion in Bonn. Während seiner Zeit in Bonn wurde er Mitglied der Burschenschaft Alemannia Bonn. Ab 1870 arbeitete er als Lehrer in Kassel. 1875 erfolgte die Habilitation in Leipzig. 1877 wurde er außerordentlicher Professor der Vergleichenden Sprachwissenschaft und des Sanskrit in Heidelberg. 1878 wurde er zum Ordinarius ebenda ernannt. 1879 wurde sein Sohn geboren, der spätere Maler Hermann Osthoff.
Sein Forschungsschwerpunkt war die Indogermanistik. Neben Karl Brugmann und August Leskien war Osthoff einer der maßgeblichen Begründer der Junggrammatiker.